# Тріщини сосків
Тріщини сосків — пошкодження цілісності шкіри соска або сосків.

## Класифікація
За глибиною:
- поверхневі
- глибокі

За формою:
- прямі (лінійні)
- звивисті
- зіркоподібні

За наслідками:
- без ускладнень
- з ускладненнями:
  - інфікування
  - відрив сосочка:
    - частковий
    - повний

## Етіологія
Причини та фактори що ведуть до виникнення та розвитку тріщин сосків:
1. не підготовлені груди до годування (фізіологічно за віком; фізично відповідними маніпуляціями за рекомендацією лікаря);
2. неправильне прикладання до грудей;
3. "сильний прикус" у немовляти;
4. неправильне забирання грудей від дитини;
5. використання імітаторів соска;
6. періодичне годування з пляшечки -формує інший механізм смоктання, що може травмувати сосок матері;
7. вигодовування кількох немовлят одночасно;
8. надмірна сухість шкіри (зумовлена частим миттям грудей милом і/чи обробляння соска дезінфікуючими розчинами без відповідного зволоження);
9. перебування довгий час у мокрій білизні (мокрі підкладки на грудях);
10. недостатність вітамінів в організмі жінки, яка годує, зокрема, вітаміну А;
11. грибкова (кандидозна) інфекція у матері чи немовляти, або у обох.

## Профілактика
У фізіологічно здорової та дозрілої жінки Сосочки виділяють природний лубрикант (мастило) для запобігання висихання, розтріскування або інфекцій
.
У певних випадках можливо необхідним буде:
1. підготування грудей, та зокрема сосків, до годування у допологовий період згідно з рекомендаціями лікаря (особливо для «першороділь»);
2. слідкування за правильністю прикладання до грудей;
3. забирати груди після того як дитина їх відпустила, навчитися правильно забирати груди;
4. трішки протирати соски після годування власним грудним молоком, щоб захистити його[2][3]
5. відмова від імітаторів соска; відмова від годування з допомогою пляшечки
6. уникати мила і «жорстокого» миття або сушіння грудей і сосків. Це може викликати сухість і розтріскування[3]
7. повітряні ванни не менше 3 раз на день тривалістю 5-15 хвилин, й не допускання промокання грудних підкладок
8. часте прикладання дитини до грудей не рідше ніж що 2 год. (відмовитися від графіку годувань)[джерело?]
9. просушування сосків на повітрі (перед цим добре змочити своїм молоком)[джерело?];

## Клініка
Сосок стає почервонілим, набряклим і болісним, гарячий на дотик та різко болючий. З тріщини чи тріщин може виділятись кров, лімфа. 
Інколи, може приєднуватись інфекція, появляються додатково гнійні виділення, підноситься місцево температура.
Біль, викликаний тріщинами сосків, іноді може призвести до припинення годування грудьми

## Лікування
1. виправити прикладання дитини до грудей, слідкувати за правильним прикладанням дитини до грудей (що зменшить болісні відчуття і сприятиме швидкому загоєнню тріщини);
2. часте прикладання дитини до грудей не рідше ніж що 2 год. годувати дитину якомога частіше (дитина тоді спокійніше захоплює груди)[джерело?]
3. при тріщинах сосків дуже виручать спеціальні накладки для грудей, призначені для носіння в бюстгальтері, які не дозволяють тканині прилягати і додатково травмувати соски. Верхня частина таких пристосувань має отвори для вільної циркуляції повітря, що значно прискорює процес загоєння;
4. кожне годування розпочинати зі здорової (менш болючої) молочної залози (годуйте 5 хвилин) і завершуйте хворою (болючішою, при тріщинах на обох сосках);
5. змазувати сосок після годування «пізнім» молоком і залишати злегка підсохнути на повітрі або феном;
6. після годування не вдягати відразу білизну, а постаратися робити повітряні ванни для грудей
7. робити ванночки або компреси для соска з кори дуба або ромашки лікарської в перервах між годуваннями (при відсутності можна використати міцну заварку чаю)
8. якщо тріщини глибокі і з рани виділяється кров, то хвору залозу обов'язково необхідно зціджувати  раз в три години. Годувати далі дитину одною груддю протягом 2-3 діб, поки тріщина не загоїться, Також можна давати дитині зціджене молоко з ложечки або шприца, пляшечку не використовувати.
9. можна змазувати соски кремом, ланоліном який має пом'якшуючу, обезболюючу і ранозагоюючу дію: пурелан або бепантен (змивати крем перед годуванням не потрібно[джерело?]), змазувати гелем солкосерил (відбуваються регенерація тканин, після загоєння змазувати гелем немає необхідності, використовувати тільки мазь), потім після висихання бепантеном.[джерело?]